# 4.º Esquadrão de Helicópteros de Combate Marítimo

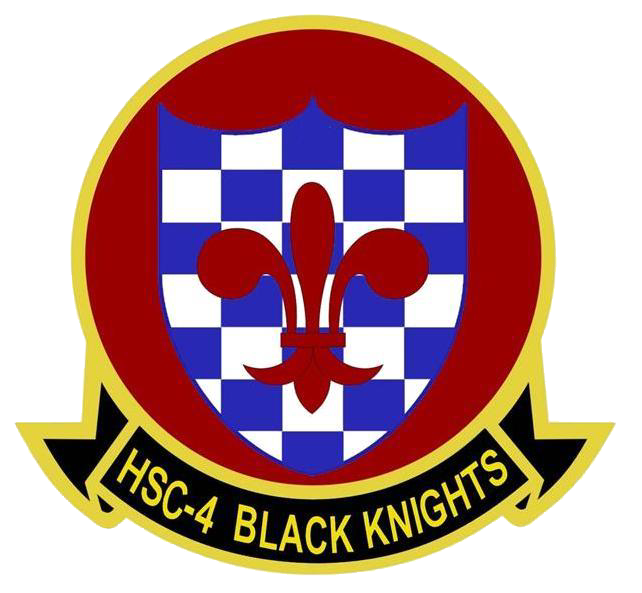
Insíginia do Esquadrão

O 4.º Esquadrão de Helicópteros de Combate Marítimo (do inglês: Helicopter Sea Combat Squadron Four) (HSC-4), anteriormente conhecido como 4.º Esquadrão Antissubmarino de Helicópteros (do inglês: Helicopter Anti-Submarine Squadron Four) (HS-4), também conhecido como "Black Nights", é um esquadrão de helicópteros de combate de múltiplas funções da Marinha dos Estados Unidos, sediado na Base Aeronaval de North Island, que opera helicópteros Sikorsky MH-60S Seahawk implantados em porta-aviões. O esquadrão foi originalmente estabelecido como HS-4 em 30 de junho de 1952 na Base Naval de Imperial Beach, com o Sikorsky HO3S-1, e foi redesignado como HSC-4 em 29 de março de 2012. Atualmente, está atribuído ao Carrier Air Wing Two (CVW-2), que é implantado no USS Carl Vinson.